# 荻原利次
荻原 利次（おぎはら としつぐ、1910年6月6日 - 1992年6月14日）は、日本の作曲家である。

## 経歴
大阪府に生まれる。15歳よりヴァイオリンを辻吉之助に学び、1929年（昭和4年）兵庫県甲陽中学校卒業後、日本大学国文科に籍を置くも、1933年（昭和8年）12月には中途退学した。1931年（昭和6年）から1932年（昭和7年）の間松平頼則についてピアノおよび作曲法を学び、1932年（昭和7年）自作室内楽発表会を開催後、1934年（昭和9年）には石田一郎、落合朝彦と共に独立作曲科協会を設立し、2回の発表会を行う。
1936年（昭和11年）、日本現代作曲家連盟に入会し、同年11月に上海に渡航してアレクサンドル・チェレプニンに師事して約4ヶ月間作曲法を学び、1942年（昭和17年）まで教示を受けた。1938年（昭和13年）、「日本組曲」が日本放送協会懸賞募集に入選。1942年（昭和17年）4月応召、4年間中国戦線に従軍、戦後1946年（昭和21年）に復員した。
戦後は清瀬保二、早坂文雄、松平頼則らと新作曲派協会の設立に関わる。作風はフランス近代音楽の影響を受けたもので、叙情的な感覚とモダンな風趣を併せ持ったものとされる。
代表作には、「三つの世界」、「演奏会用日本舞曲」、「二つの舞曲」、交響詩「早春の広場」等がある。